# ام‌آان تراک اند باس
ام‌آان تراک اند باس یکی از شرکت‌های تابعه تراتون و یکی از ارائه‌دهندگان پیشرو بین‌المللی در وسایل نقلیه تجاری است. ام‌آان تراک اند باس که دفتر مرکزی آن در شهر مونیخ آلمان واقع شده‌است، ون‌هایی در محدوده ۳٫۰ تا ۵٫۵ تن وزن ناخالص وسیله‌نقلیه، کامیون‌هایی در محدوده ۷٫۴۹ تا ۴۴ تن وزن ناخالص وسیله‌نقلیه، وسایل نقلیه کالای سنگین تا ۲۵۰ تن وزن ناخالص وسیله‌نقلیه، شاسی اتوبوس، اتوبوس میان‌شهری و اتوبوس‌های شهری، تولید می‌کند. MAN Truck & Bus همچنین موتورهای دیزلی و گازی تولید می‌کند. مخفف MAN در اصل مخفف Maschinenfabrik Augsburg-Nürnberg AG است.
کامیون‌ها و اتوبوس‌های برند محصول MAN و اتوبوس‌های برند نئوپلان متعلق به گروه کامیون و اتوبوس MAN می‌باشد.